# Eburodacrys havanensis
Eburodacrys havanensis là một loài bọ cánh cứng trong họ Cerambycidae.